# 桜井梨子
桜井 梨子（さくらい りこ、1992年7月28日）は、日本のフリーアナウンサー。

## 人物・来歴
東京都武蔵野市出身。2013年、読売ジャイアンツのチアリーディングチーム『チームヴィーナス』のメンバーとして活動（同期には中川絵美里）。アナウンサーを志し、テレビ朝日アスクを受講。
2015年、テレビ新潟放送網にアナウンサーとして入社し、2019年3月で退職。
その後はフリーアナウンサーとして、2022年よりライムライト所属となり、東京を拠点に活動。

## 出演
現在　
　・JFNニュース(JFNC)アナウンサー
過去
- 夕方ワイド新潟一番（テレビ新潟）
- Jリーグ中継 - V・ファーレン長崎戦ピッチリポーター（DAZN）
  - テレビ新潟時代はアルビレックス新潟戦のピッチリポーターを担当していた。
- TeNYニュース（テレビ新潟）